# Oulad Abbou
Oulad Abbou (in arabo اولاد عب‎?, Awlād ʿAbbu) è una città del Marocco, nella provincia di Settat, nella regione di Casablanca-Settat.
La città è anche conosciuta come Awlād 'Abbū.